# Far Eastern Plaza
La Far Eastern Plaza (遠東大樓) est un ensemble de deux tours (jumelles) de 165 mètres de hauteur construites en 1994 à Taipei dans l'ile de Taïwan. 
L'immeuble a été conçu par l'agence d'architecture taïwanaise C.Y. Lee & Partners  et l'agence de Hong Kong P&T Group.